# يانك هوت
يانك هوت (بالألمانية: Jannik Huth)‏ (15 أبريل 1994 ألمانيا - ) هو لاعب كرة قدم ألماني، يلعب كحارس مرمى، شارك في كرة القدم في الألعاب الأولمبية الصيفية 2016.

## وصلات خارجية
جانيك هوث على موقع الاتحاد الأوربي (الإنجليزية)
- جانيك هوث على موقع قاعدة بيانات كرة القدم.إي يو (الإنجليزية)
- جانيك هوث على موقع Soccerway.com (الإنجليزية)
- جانيك هوث على موقع عالم كرة القدم.نت (الإنجليزية)
- جانيك هوث على موقع أوليمبيديا (الإنجليزية)
- جانيك هوث على موقع اللجنة الأولمبية الألمانية (الألمانية)
- جانيك هوث على موقع AS.com (الإسبانية)